# Det känns när det svänger
Det känns när det svänger är ett dubbelt samlingsalbum av det svenska dansbandet Sten & Stanley, släppt 21 maj 2008 och innehållande en CD samt en DVD med bland annat TV-debuten i det dåvarande Västtyskland under 1960-talet. Det placerade sig som högst på åttonde plats på den svenska albumlistan.

## Låtlista

### CD
1. Jag vill opp
2. Jag vill aldrig leva med nå'n annan
3. Vi har lång väg kvar
4. Det känns när det svänger
5. En gång OK, men inte två
6. Vida vatten
7. En gång till
8. Dagny
9. Volare
10. I natt jag drömde
11. Båten ut i skärgårn
12. Violetta
13. Nu längtar jag hem
14. Tennessee valsen
15. Söndag min lediga dag
16. Tiden läker sår
17. Radio Luxemburg
18. Ljus och värme
19. I Washed My Hands in Muddy Water
20. Du gav bara löften

### DVD
1. Vild och lite galen
2. Två steg fram och ett tillbaka
3. Ingenting kan stoppa mig
4. Om jag bara får
5. Jag vill vara din Margareta
6. Jag är från landet
7. Vågar du så vågar jag
8. Efteråt
9. Wiggy Woogie Leende guldbruna ögon
10. Sucu sucu
11. Anderssons affär
12. Om du vill så flyger jag
13. Medan jorden går ett varv
14. Mitt hjärta
15. Juliette
16. En liten bit är bättre än nada (Little Bit is Better Than Nada)
17. Medley
  1. Två steg fram och ett tillbaka
  2. Dra dit pepparn växer
  3. Ta mig i famn
  4. Hallå Mary-Lou
  5. Åh stackars mig
  6. Haver ni sett Karlsson
  7. Du och jag
18. En bild av dig
19. Sommar
20. Kan en ängel utan vingar flyga
21. En bro av gemenskap
22. Jag vill vara din Margareta (karaoke)

## Listplaceringar
| Lista (2008) | Topplacering |
| ------------ | ------------ |
| Sverige      | 8            |